# Xanthorhoe albicera
Xanthorhoe albicera är en fjärilsart som beskrevs av Fletcher 1958. Xanthorhoe albicera ingår i släktet Xanthorhoe och familjen mätare. Inga underarter finns listade i Catalogue of Life.